# 東釧路車站
東釧路車站（日语：／ Higashi-kushiro eki */?）是一由北海道旅客鐵道（JR北海道）所經營的鐵路車站，位於日本北海道釧路市境內，是根室本線與釧網本線的銜接車站，也是釧網本線在定義上的終點站（但在營運方面，行走於釧網本線的列車實際上是以隔鄰的釧路作為折返終點）。東釧路車站代碼為B54（其中「B」字是釧網本線的代號），隸屬JR北海道釧路支社管轄範圍，無人駐守的東釧路是由釧路車站代管。
東釧路車站在1986年之前曾是釧路臨港鐵道（今太平洋石炭販賣輸送臨港線的前身）與JR路線的銜接車站，但該線的客運業務早已在1963年時結束。

## 歷史
- 1925年（大正14年）3月16日 - 以國有鐵道別保號誌站（別保信号場）之名啟用。啟用同時，釧路臨港鐵道也銜接至本站。
- 1927年（昭和2年）9月15日 - 釧網線啟用，成為該路線與根室本線之間的軌道分歧點。
- 1928年（昭和3年）11月11日 - 升級成為東釧路車站，屬一般車站（意指同時兼營客運與貨運的車站）。
- 1962年（昭和37年）1月15日 - 停辦貨運服務，但行駛釧路臨港線的貨運列車接續服務則仍繼續。
- 1963年（昭和38年）11月1日 - 釧路臨港鐵道的客運服務結束。
- 1984年（昭和59年）2月1日 - 行李托運服務終止。
- 1986年（昭和61年）11月1日 - 釧路臨港鐵道不再接至本站。
- 1987年（昭和62年）4月1日 - 國鐵分割民營化，東釧路車站由JR北海道繼承管理。
- 1994年（平成6年）6月15日 - 車站無人化。

## 車站構造
島式月台1面2線的地面車站。

## 相鄰車站
北海道旅客鐵道（JR北海道）
根室本線（花咲線）
快速「花咲」（只限往根室）
釧路（K53）－東釧路（B54）－厚岸
快速「納沙布」（只限下行）、普通
釧路（K53）－東釧路（B54）－武佐
■釧網本線（此站－釧路站之間為根室本線）
快速「知床」、普通
遠矢（B55）－東釧路（B54）－釧路（K53）

## 外部連結
- （日語）JR北海道 – 東釧路車站 （页面存档备份，存于）